# Christian Caruana
Christian Caruana (21 ottobre 1986) è un ex calciatore maltese, di ruolo attaccante.

## Carriera

### Club
Ha giocato nella massima serie del campionato maltese con Floriana e Balzan.

### Nazionale
Con la Nazionale maltese ha esordito nel 2011.